# BB 100
Ne doit pas être confondu avec BB 900 (ex-BB 100 État).
Les BB 100 sont une série faisant partie des 200 locomotives pour service mixte commandées par le réseau d'Orléans lors de l'électrification de la ligne Paris - Vierzon.